# Azem Galica
Azem Bejta Galica, född 1889 i byn Galica i Drenicaregionen, Kosovo, död 1924, var en albansk nationalistisk aktivist. 
Galica ledde en grupp motståndsmän (kaçakarna) mot den invaderande serbiska armén och innan dess mot Osmanska riket. Kaçakarna utkämpade också en väpnad kamp mot den österrikisk-ungerska och bulgariska armén som delvis ockuperade Kosovo under första världskriget. Han var känd bland annat för att ha krigat tillsammans med sin fru Shote Galica (Qerime Radisheva).
1919 förorsakade Azem Galica ett uppror i västra Kosovo mot Serbien, som åter efter första världskriget invaderade Kosovo. Azem skapade en frizon i regionen "Drenica", som han senare kom att kalla "Arbëria e vogël" (Lilla Arberien). Frizonen togs över av serberna och han avled efter att han har ådragit fatala skador på slagfältet. Azem begravdes i smyg i en grotta i västra Kosovo. Gravens plats var i flera decennier känt för enbart ett fåtal personer. 
Azems fru, Shote Galica, fortsatte sitt krig för Albanien efter sin makes död. Hon krigade mot serbiska trupper i den albanska byn "Junik". Hon dödades dock senare av den albanska kungens, Ahmet Zogu, trupper i den albanska staden "Kruje". 
Efter Jugoslaviens förfall blev platsen offentligt känd, då en gammal dam, besläktad med Azem Galicas fru, Shote Galica, tillkännagav platsen. Grottan, som kallas "Shpella e Azemit", går idag att besöka. 
Azem och Shote Galica är kända bland många albaner i Balkan. Historien om Azem och hans fru har idag mer eller mindre blivit till en folkberättelse bland albanerna. Azem Galica är en krigslegend för många albaner. Detta på grund av hans mod och vilja att skydda sitt land mot de serbiska styrkorna.